# Тошио Такабајаши
Тошио Такабајаши (јап. 高林 敏夫; 15. новембар 1953) бивши је јапански фудбалер.

## Каријера
Током каријере је играо за Хитачи.

## Репрезентација
За репрезентацију Јапана дебитовао је 1974. године. За тај тим је одиграо 12 утакмица и постигао 2 гола.

## Статистика
| Јапан  | Јапан   | Јапан  |
| Година | Наступи | Голови |
| ------ | ------- | ------ |
| 1974.  | 4       | 1      |
| 1975.  | 0       | 0      |
| 1976.  | 8       | 1      |
| Укупно | 12      | 2      |